# Алга (Єнбекшиказахський район)
Алга́ (каз. Алға) — село у складі Єнбекшиказахського району Алматинської області Казахстану. Входить до складу Байтерецького сільського округу.
Населення — 1499 осіб (2021; 1866 у 2009, 1258 у 1999, 1204 у 1989).